# Даукстес (Гулбенский край)
Да́укстес (Да́уксте; латыш. Daukstes) — населённый пункт в Гулбенском крае Латвии. Входит в состав Даукстской волости.
По данным на 2015 год, в населённом пункте проживало 104 человека. Есть начальная школа, библиотека, почтовое отделение, фельдшерский и акушерский пункт, магазин.

## История
В советское время населённый пункт входил в состав Даукстского сельсовета Гулбенского района. В селе располагался колхоз «Узвара».